# 80-та окрема десантно-штурмова бригада (Україна)
80-та окрема десантно-штурмова Галицька бригада (80 ОДШБр, в/ч А0284, пп В3720) — військове з'єднання у складі Десантно-штурмових військ Збройних сил України чисельністю у бригаду. Базується у м. Львів. Входить до складу 8-го десантно-штурмового корпусу
На початку 1990-х частина була навчальним центром, згодом переформована на бригаду. У 1990-х і 2000-х роках брала участь у міжнародних навчаннях та миротворчих місіях.
Навесні 2014 року у числі перших була піднята для відбиття російської агресії, підрозділи були направлені на північно-східні кордони України. Військовослужбовці бригади взяли участь у першому бою війни на Донбасі — 13 квітня 2014 року під Семенівкою, згодом вони брали участь у боях за Слов'янськ. Інші підрозділи бригади були розміщені в Луганській області, де вели бої в районі Металіста, Георгіївки і Лутугиного, Луганського аеропорту, Новосвітлівки і Хрящуватого. Восени 2014 року бійці бригади потрапили в засідку під Веселою Горою, згодом брали участь у боях за 32-й блокпост.
2016 року бригада була переформована на десантно-штурмову і отримала танковий підрозділ.
З 24 лютого 2022 року бригада брала участь у відбитті російського вторгнення в Україну. Воювала під Києвом, потім у боях на Слобожанщині, а також під Бахмутом.

## Історія

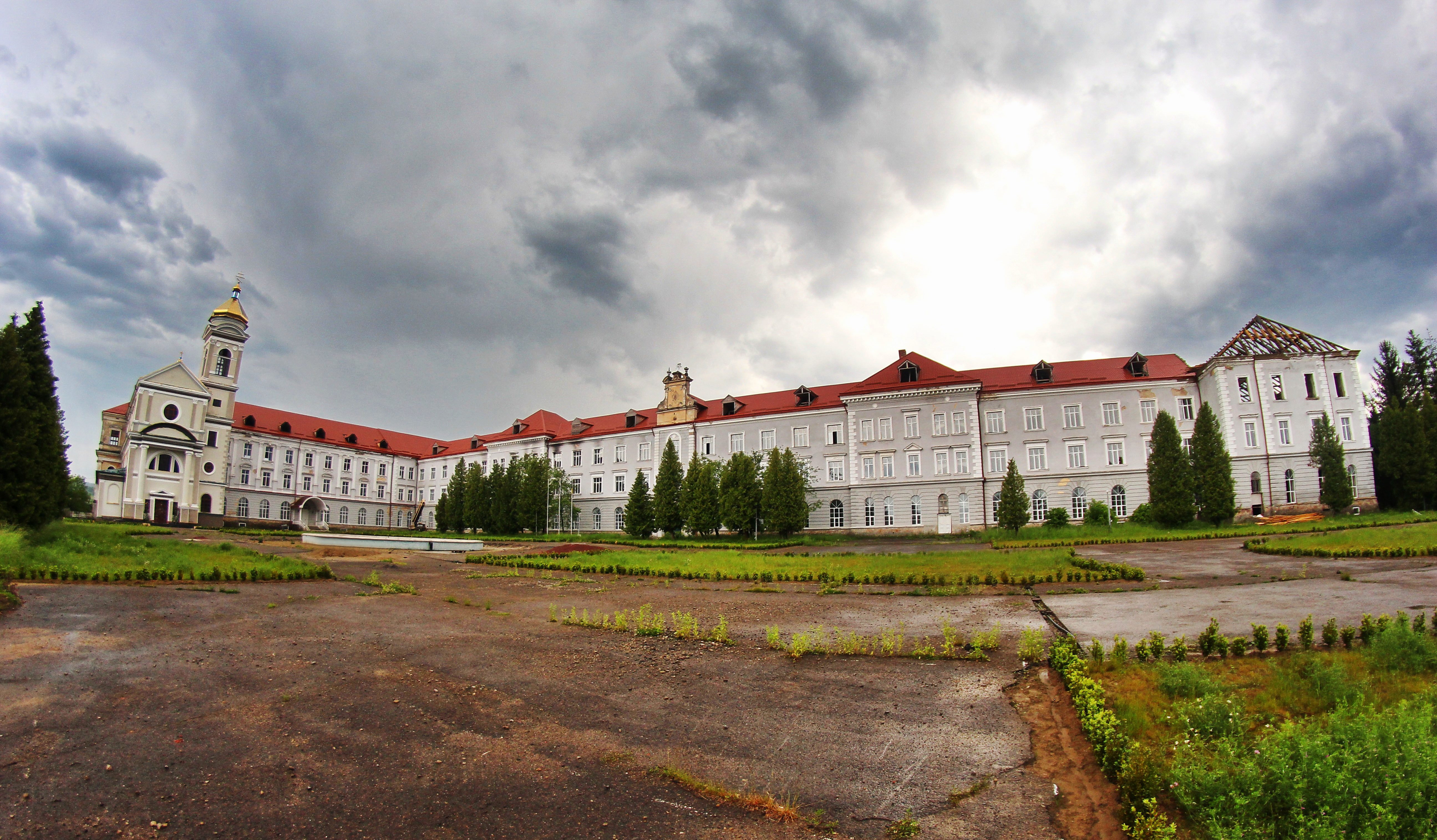
Сучасний вигляд пункту дислокації частини до 2003 р.

Після розпаду СРСР у 1992 році 224-й навчальний центр повітрянодесантних військ (в/ч 32351), що спеціалізувався на підготовці молодших спеціалістів окремих повітрянодесантних бригад, увійшов до складу Збройних сил України. Центр базувався у м. Хирів Старосамбірського району Львівської області на території історичної пам'ятки колишньої колегії єзуїтів. Незадовго до цього, ще в 1991 році, після проголошення незалежності України, але ще до референдуму 1 грудня, відбулася перша спроба розформувати частину, коли до центру приїхали двоє генералів Генерального штабу Збройних сил СРСР з вимогою здати прапор і печатку: мовляв, бригаду розформовують, на що отримали відмову від Михайла Коваля.
3 травня 1992 року особовий склад частини присягнув на вірність народу України.
29 травня 1992 року начальником навчального центру став заступник начальника підполковник Коваль Михайло Володимирович. На цій посаді він змінив полковника Валерія Євтуховича, що продовжив військову службу в Російській Федерації. Частина особового складу, що не склали присягу, також вибули до РФ в розпорядження Командувача ПДВ РФ. Вони були залучені до формування 159-го окремого навчального парашутно-десантного полку (в/ч 48357) на території колишнього сільгосппідприємства в місті Маркс Саратовської області, який там намагалися позиціонувати правонаступником 224 НЦ. Ця частина-«двійник» була розформована в 1998 році.
Зі спогадів політика Степана Хмари, у той період була попереджена друга спроба розформування частини. Михайло Коваль у приватній розмові поділився з Хмарою інформацією про те, що бригаду розформовують і вже надійшов відповідний наказ. Уже наступного дня Хмара вирушив до Києва й відвідав першого міністра оборони Морозова, якому висловив обурення з приводу такого рішення. За поясненнями Морозова, пропозиція розформування надійшла за подання начальника Головного штабу генерала Георгія Живиці. Після розмови Морозов скасував наказ про розформування, а Ковалю надали дострокове звання полковника. Хмара оцінював цю бригаду і житомирську 95-ту як ядро українських аеромобільних військ, здатне на швидке та оперативне реагування.
1 листопада 1995 року центр переформований на 6-ту окрему аеромобільну бригаду. На базах 1-го, 2-го та 3-го батальйонів були створені окремі 310-й, 311-й та 312-й аеромобільні батальйони.
У грудні 1999 року 6 ОАеМБр переформована на 80-й окремий аеромобільний полк. Полк входив до складу Західного оперативного командування.
У квітні 2003 року полк передислокований у місто Львів на фонди розформованого 7-го механізованого полку, де з 1 червня 2003 року перейшов на нову організаційно-штатну структуру.
Наприкінці 2004 року почалась підготовка до заміни 7-ї механізованої бригади української миротворчої місії в Іраку. Замість формування 8-ї окремої механізованої бригади, було прийнято рішення відправити до Іраку 80-й окремий аеромобільний полк. У період з 14 грудня 2004 року до 29 березня 2005 року проведено бойове злагодження та переформування полку в 81-шу тактичну групу.
У 2013 році згідно указу начальника Генерального штабу ЗСУ генерал-полковника Володимира Замани полк було переформовано на 80-ту окрему аеромобільну бригаду. Указ набрав чинності 25.11.2013. Розпочалося формування та комплектація особовим складом окремого батальйону з дислокацією в м. Чернівці. Водночас восени 2013 року було демобілізовано в запас крайній набір строковиків, які проходили службу протягом 1 року. Бригада проходила етап поступової повної комплектації особовим складом контрактної служби.
Незадовго до початку війни 2014 року пункт дислокації бригади відвідала делегація російських офіцерів на чолі з полковником Преусом. За оцінкою Андрія Ковальчука, цей візит, що нібито мав бути дружнім, був насправді перевіркою стану та боєготовності бригади.

### Російсько-українська війна
Навесні 2014 року, після вторгнення РФ до Криму і до початку бойових дій на сході України, підрозділи бригади виконували завдання із прикриття державного кордону в Полтавській і Сумській областях. На той час 80-та окрема аеромобільна бригада складалася з 1-го (Львів) та 3-го (Чернівці) батальйонів. Перший батальйон 80-ї бригади переважно складався з контрактників і був боєздатною бойовою одиницею. На початок війни бригада мала певні особливості: так, 1-й батальйон замість 30 штатних бронетранспортерів мав трохи більше 20 одиниць. Водночас, 80 ОАеМБр мала близько 30 гаубиць Д-30, у той час як інші аеромобільні бригади мали лише дивізіон — 18 гаубиць. 3-й батальйон вважався окремим і мав свій власний дивізіон, розвідувальну роту, роту підтримки. Проте 2-й і 3-й батальйони не були готові в березні: 3-й набув спроможності лише в травні, а 2-й — тільки в кінці серпня.
Десантники бригади зайшли в Луганський аеропорт 8 квітня 2014 року. До аеропорту була перекинута одна аеромобільна рота.

#### Бої за Слов'янськ
Перший бій бригади відбувся 13 квітня 2014 року біля селища Семенівка під Слов'янськом — це був перший бій війни на Донбасі.
У травні була сформована 3 БТГр бригади, артилерійський дивізіон 80 ОАЕМБр був перекинутий під Слов'янськ. Артилеристи активно надавали підтримку українським військам під Слов'янськом, які наступали та брали участь в його визволенні.
Частину бійців з технікою 3 БТГр бригади відправили на північ Луганської області. 17 червня бійці бригади брали участь у звільненні селища Металіст, в бою загинуло 9 військовослужбовців.

#### Оточення Луганська
13 липня колона з 80-ї аеромобільної бригади, 1-ї танкової, 128-ї гірсько-піхотної та інших підрозділів з боку Щастя направилася до аеропорту, але ця операція була погано спланована. Не була проведена інженерна розвідка, не зібрані розвідувальні дані. Під час руху виявилося, що міст, який був на карті, — непридатний для переправлення бронетехніки. Також не було дотримано жодних елементів прихованості. Ворог прекрасно знав і візуально спостерігав колону і вже у районі населеного пункту Розкішне відкрив вогонь та розділив її на дві частини нанісши нашим бійцям втрат, загинуло 5 бійців 80-ї бригади. Частина колони, яка рухалася попереду, змогла прорватися, але вона була лише несуттєвим підсиленням для захисників. Задуманого плану не вдалося реалізувати. Тому 20—21 липня була проведена аналогічна операцію з більшим охопленням, паралельно були звільнені Георгіївка та деблокований аеропорт, при прориві загинули 2 військовослужбовці бригади.
Вночі 1 серпня 2014 року підрозділи бригади, завдяки розвідданим, одержаним від інформгрупи «Права справа», знищили велику колону бойовиків, що рухалась від Суходольська до Луганська. У повідомленні членів організації йшлося, що в результаті засідки було знищено 7 танків противника, 5 БТРів, 3 установки «Град» і близько 7 машин з боєзапасом, особові втрати бойовиків називали близько 120—150 осіб.
13 серпня велика колона з 24-ї окремої механізованої бригади, «Айдару», 1-ї окремої танкової бригади та 80 ОАеМБр висунулися на штурм стратегічно важливих населених пунктів Новосвітлівки та Хрящуватого. Українські бійці без ускладнень зайняли їх та почали готуватися до оборони. Противник регулярно вів обстріли українських позицій, а наступного дня пішов у наступ, атаку було відбито, ворогу було завдано втрат у живій силі та техніці.
16 серпня 2014 року під Красним відбувся бій, в якому на боці проросійських бойовиків виступили кадрові російські підрозділи. Бійці 80 ОАеМБр помітили штурмову групу десантників в уніфікованій амуніції, що злагоджено рухались у бойових порядках за трьома одиницями БТР. Зробивши запит на вогонь мінометної батареї 128-ї бригади, бійці коригували вогонь, вдало накривши 2 бронетранспортери. Супротивник відступив до лісу, але вогонь українських мінометів дістав їх і там, спричинивши детонацію. Після цього позиції українських військ були визначені противником — по ним був нанесений артилерійський удар з БМ-21 «Град». Одна з ракет влучила у бліндаж, де загинуло 9 десантників 80-ї бригади і танкіст 24-ї бригади.

#### Вихід з-під Луганська
31 серпня росіяни, попри оголошене перемир'я, здійснили масований наступ із використанням новітніх танків Т-90. Будівлі, в яких укривалися десантники, росіяни знищували з самохідних артилерійських установок 2С7 «Піон» та самохідних мінометів 2С4 «Тюльпан». Під час контр-наступу було взято багато полонених: кадрових офіцерів, прапорщиків, солдатів російської регулярної армії. Як виявилося пізніше це були військовослужбовці Псковської десантної та Дагестанської мотострілецької бригад.[уточнити] Втім, атаки продовжувалися. На території ЛАПу панував хаос, деякі бійці потрапляли в полон, бо не знали, що відбувається в іншому кінці аеропорту. Так, було захоплено бомбосховище і багато бійців відходили туди, не знаючи, що там вже ворог. За свідченням полковника Андрія Ковальчука, у критичний момент українські десантники, не маючи іншого виходу, викликали удар артилерії на себе. Станом на кінець дня вся інфраструктура ЛАПу була фактично зруйнована. У зв'язку з цим Ковальчуком було ухвалено рішення про відхід. Бійці групами по 5—8 чоловік із боями виходили з аеропорту. З техніки було виведено лише 3 БТР та кілька «Уралів». Під час останнього штурму летовища 31 серпня загинуло 10 бійців бригади.
Протягом двох днів після відходу українських десантників по аеропорту працювала російська артилерія. Дані радіоперехоплень свідчили, що росіяни розповідали про великі втрати і вимагали посилити артилерійський вогонь для знищення позицій українських десантників, у той час як сам аеропорт вже стояв покинутим.
5 вересня 2014 року бійці 5-ї аеромобільної роти 2-го батальйону 80-ї аеромобільної бригади та батальйону «Айдар» потрапили у засідку під Веселою Горою. У бою десантники підбили танк і БТР бойовиків, проте втратили 23 чоловік загиблими та зниклими безвісти.

#### Бої за 32-й блокпост
У район 32-го блокпосту була перекинута 4-та аеромобільна рота, що раніше утримувала міст через Сіверський Донець у Щасті. У ніч із 13 на 14 жовтня 2014-го біля села Сміле Слов'яносербського району розвідувальна група 80-ї аеромобільної бригади вступила в бій із бойовиками батальйону терористів «Дон», напад відбитий, повідомлялося, що жертв та поранених серед військових не було. У бою того дня втратив ногу старший лейтенант Володимир Вишневський. Вони йшли за підтримки трьох БТРів, коли середній бронетранспортер був вражений гранатометом. До противника було порядка 700 метрів і Володимир скомандував відступ і залишився перевірити чи не залишилися поранені. Вибухом з підствольного гранатомета йому відірвало ногу, проте він зумів надати собі першу допомогу і повзти з поля бою поки йому не прийшли на поміч два побратими.
У січні 2015 року воїни 3-го батальйону бригади брали участь в обороні Донецького аеропорту.
2016 року бригада була перейменована з аеромобільної на десантно-штурмову.
З 2017 року капеланом служив священик ПЦУ Андрій Дулька.

### Російське вторгнення в Україну (2022)
8 вересня 2022 року президент Володимир Зеленський відмітив заслуги бригади при контрнаступі в районі Балаклії на Харківщині.
21 березня 2023 року командувач Сухопутних військ генерал-полковник Олександр Сирський відмітив дії бригади при стримування ворога на Бахмутському напрямку.
17 вересня 2023 року бійці 80 ОДШБр, 5 ОШБр та бригади поліції «Лють» звільнили Кліщіївку в ході контрнаступу на Бахмутському напрямку.
22 листопада 2023 року Володимир Зеленський присвоїв бригаді почесне найменування «Галицька».
6 серпня 2024 року, у перший день наступу у Курській області, воїни бригади захопили в полон понад 50 російських військових. Крім того, знищили прикордонний пункт пропуску росіян та здійснили прорив ворожої лінії оборони. 8 серпня українські джерела повідомили, що бригада бере участь в боях в Курській області.
Станом на липень 2025 року 80‑та Галицька бригада завершила п’ятірку лідерів, забезпечивши найвищі показники серед десантно‑штурмових підрозділів у рамках проєкту «Дронопад» у травні 2025 року 
Співпраця включала документування БпЛА-збиттів, обмін оперативними звітами між фронтовими мобільними групами та аналітиками фонду, а також адаптацію методик розгортання позицій під виявлені тенденції індивідуальної активності противника.
Значення взаємодії з проєктом «Дронопад»: Об’єктивна аналітика: всі п'ять підрозділів отримали підтвердження результативності через єдину систему фіксації, аудиту та звітності Фонду «Повернись живим» 
Тактичне вдосконалення: рекомендації проєкту допомогли підрозділам оптимізувати тактику дій, покращити розташування мобільних груп і використання техніки.
Обмін і масштабування досвіду: досвід успішних бригад транслюється в інші частини ЗСУ через стандартизовані методики ведення роботи з БпЛА.

## Структура

### 1992
У 1992 році навчальний центр являв собою навчальну бригаду та складався з таких підрозділів:
- 1-й навчальний парашутно-десантний батальйон
- 2-й навчальний парашутно-десантний батальйон
- Навчальний артилерійський дивізіон
  - Навчальна гаубична батарея (Д-30)
  - Навчальна мінометна батарея (120-мм міномети)
  - Навчальна протитанкова батарея

### 2016
- командування і штаб
- батальйон управління
- 1-й десантно-штурмовий батальйон (Львів)[11]
- 2-й десантно-штурмовий батальйон
- 3-тя батальйонно-тактична група (Чернівці)[11]
- танкова рота
- бригадна артилерійська група
  - самохідний гаубично-артилерійський дивізіон (2С1)
  - гаубичний артилерійський дивізіон (Д-30, приблизно 30 шт.)[11]
  - реактивна батарея
  - протитанкова батарея
- зенітний ракетно-артилерійський дивізіон
- розвідувальна рота
- рота снайперів
- рота матеріального забезпечення
- рота десантного забезпечення
- ремонтна рота
- група інженерного забезпечення
- медична рота
- рота радіаційно-хімічної розвідки
- клуб

### 2022
- 2-й десантно-штурмовий батальйон[39]
- 3-й десантно-штурмовий батальйон[40]
- Аеромобільний батальйон 
  - Група аеророзвідки «Фокстрот»
    - Взвод БпАК[41]

## Командування
- 26.05.1992 — 01.09.1995: полковник Коваль Михайло Володимирович[42]
- 09.1995 — 10.1998: полковник Новак Микола Васильович
- 10.1998 — 06.2000: полковник Стельмах Ігор Ярославович
- 06.2000 — 02.2001: підполковник Суровнєв Василь Семенович
- 02.2001 — 09.2004: підполковник Ткаченко Микола Іванович
- 09.2004 — 01.2007: полковник Оверін Ігор Валерійович[43]
- 2007—2014: підполковник Копачинський Віктор Миколайович
- 2014—2016: полковник Ковальчук Андрій Трохимович[44]
- 2016—2022: полковник Шворак Володимир Васильович
- 2022—2023: полковник Скибюк Ігор Анатолійович
- 2023—2024: полковник Ішкулов Еміль Шамільович[45][46]
- 2024—2025: полковник Розлач Павло Іванович[47]
- 2025—дотепер: полковник Курах Михайло Дмитрович[48].

## Озброєння
Артилерія
- M777[49]
- Д-30[50] (приблизно 30 шт.)[51]

Бронетехніка
- HMMWV М1114[52]
- «Козак-5»[53]
- Marder[54]
- M1126 Stryker[54]
- Bushmaster PMV[55]
- БТР-82 (трофей)[56]
- Т-72 (трофей)[57]
- Т-80 (трофей)[57]
- Т-90М (трофей)[57]

БпЛА
- Лелека-100[58]
- SHARK[59]

## Втрати
За даними Книги Пам'яті, станом на січень 2017 року загинуло 99 військовослужбовців бригади. 2 серпня 2017 року командир бригади полковник Володимир Шворак повідомив, що втрати бригади складали 104 чоловіка загиблими, 7 вважалися зниклими безвісти і 542 дістали поранення.

## Традиції
У серпні 2022 року військовослужбовці бригади започаткували ініціативу — збір підписів за присвоєння бригаді почесного імені генерал-хорунжого Романа Шухевича.
22 листопада 2023 року Володимир Зеленський присвоїв бригаді почесне найменування «Галицька».

### Символіка

Нарукавні знаки
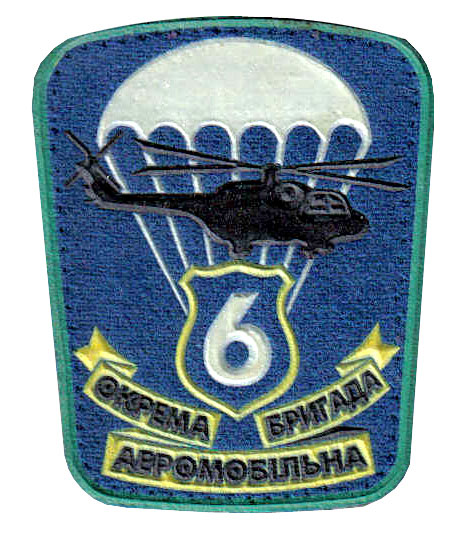
1997—1999 роки
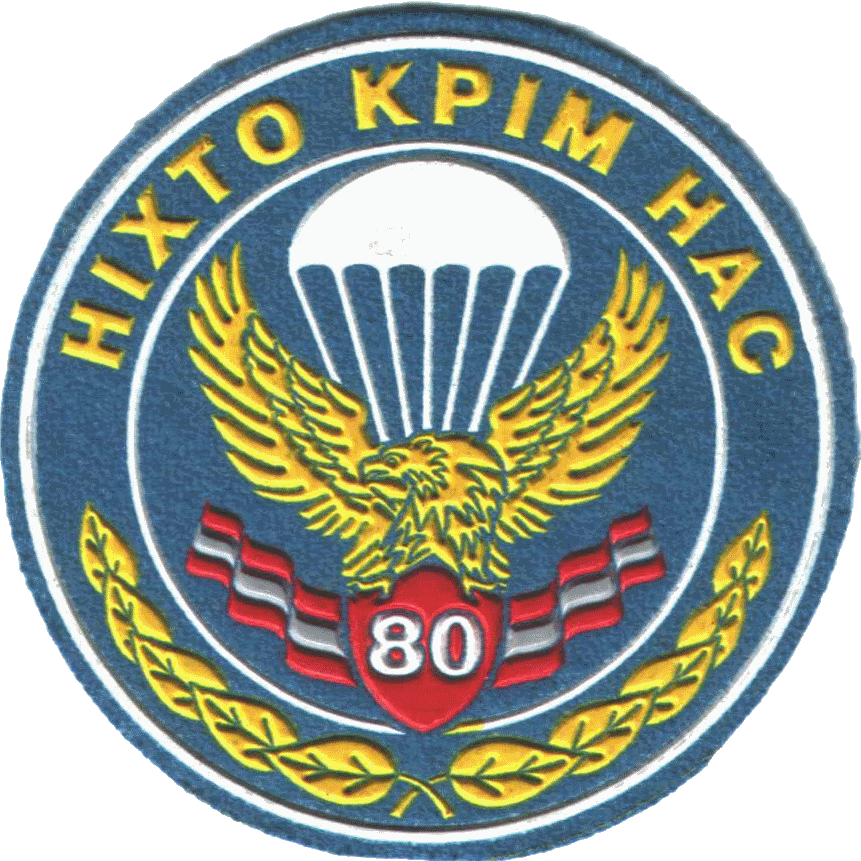
2013—2015 роки
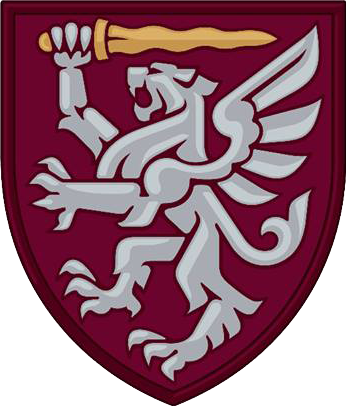
З 2016 року

## Вшанування
24 серпня 2015 року під час Маршу Незалежності на відзначення 24-ї річниці Незалежності України, що пройшов у Києві на Хрещатику, Президент України Петро Порошенко вручив бойовий прапор з відзнакою Президента України — стрічкою до Бойового Прапора «За мужність та відвагу» командиру бригади полковнику Андрію Ковальчуку.
28 червня 2022 року 80-та окрема десантно-штурмова бригада Десантно-штурмових військ Збройних Сил України указом Президента України Володимира Зеленського відзначена почесною відзнакою «За мужність та відвагу».
17 листопада 2022 року 3-тя батальйонна тактична група 80-ї окремої десантно-штурмової бригади Десантно-штурмових військ Збройних сил України указом Президента України Володимира Зеленського відзначена почесною відзнакою «За мужність та відвагу». У місті Вознесенськ названо вулицю на честь 80-ї окремої десантно-штурмової бригади.

### Відзначені
Станом на 2018 рік, понад 300 військовослужбовців бригади нагороджені орденами Богдана Хмельницького ІІІ та ІІ ступенів, медалями.
Найвищими державними нагородами були відзначені:
- Зінич Ігор Вікторович — молодший сержант медичної служби. Заїхав на територію ДАПу 17 грудня 2014 року в складі 3-го батальйону бригади, до останнього надавав допомогу пораненим. За свідченням «кіборгів», лише за період із 16 до 19 січня Ігор зміг врятувати від 50 до 70 бійців — у польових умовах проводив навіть реанімаційні дії, хоча сам був вже поранений. Загинув 20 січня 2015 року внаслідок підриву нового терміналу. Герой України з удостоєнням ордена «Золота Зірка» (2015, посмертно)[5];
- Балюк Володимир Петрович —  головний сержант десантно-штурмової роти 80 ОДШБр. 5 квітня 2022 року вступив у бій на околиці населеного пункту Нововознесенське Херсонської області, особисто знищив близько 10 військовослужбовців противника та дві одиниці БМД-2 з ПЗРК Javelin. У результаті бою зазнав поранень, несумісних із життям. 12 квітня 2022 року нагороджений званням Герой України з удостоєнням ордена «Золота Зірка» (посмертно)[65];
- Тодор Володимир Сергійович — сержант 80 ОДШБр. У 2022 році керував десантно-штурмовим взводом на Донеччині, зокрема в районі Соледара та Кліщіївки. Особисто знищував живу силу й техніку окупантів, евакуйовував поранених під обстрілами. У січні 2023 року на Луганщині його передова група зайняла ворожий ВОП, знищивши 19 загарбників. Володимир Тодор особисто стримував контратаку ворога, знищив чотирьох окупантів та БМП, але під час цього бою зник безвісти. Герой України з удостоєнням ордена «Золота Зірка» (2025, посмертно)[66].

### Виноски
1. ↑  [2:40][12]
2. ↑  [3:06][12]